# Bagad Plougastell
Le Bagad Plougastell est une formation de musique bretonne basé à Plougastel-Daoulas dans le Finistère, en France. L'ensemble comporte aussi un bagad école, le Bagadig Plougastell et intègre les élèves débutants dans le bagad Skolaj, formés par l'association "Ribl An Elorn" ce qui signifie " Rive de l'Elorn " .

## Historique

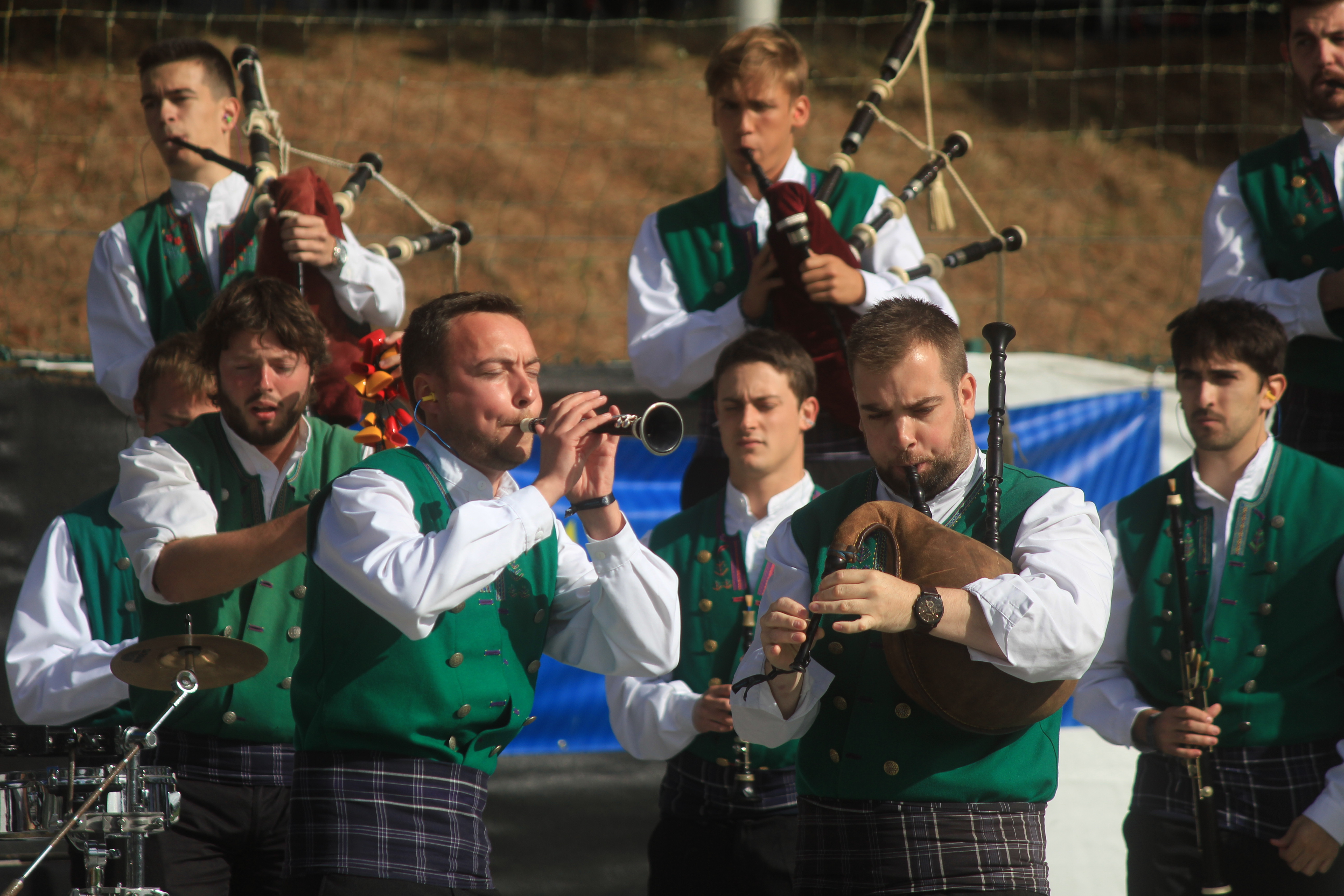
Couple biniou kozh-bombarde au concours de 2e catégorie.

Le bagad Plougastell est fondé par les sonneurs de la Kevrenn Brest Ar Flamm en 1974, bagad alors en cessation d’activité. L'association prend le nom de Mouez ar Mor Braz (« voix de la mer »). Le sonneur Jacques Férec emprunte pour acheter du matériel.
Au départ limité aux animations locales (fêtes, festoù-noz...), il va s'orienter vers les concours et la formation des jeunes. Depuis 1987, il participe au Championnat national des bagadoù. Dès 1988, le bagad monte en seconde catégorie et il y reste jusqu’en 1992 où il décide alors de ne pas participer aux concours pour se consacrer à la formation de jeunes musiciens. En 1994 il reprend les concours en 5e catégorie. Depuis 1997 il évolue à nouveau en seconde catégorie. En 1995, le bagadig (petit bagad) et l'école de musique "Ribl An Elorn" se mettent en place.
En 1997, dans leur création "Transhumance, l'heure du troupeau", le bagad collabore avec la compagnie "Oposito" dans les parades de rue en France jusqu'au Mexique, Maroc, Belgique, Canada, Espagne... Débutée en 1996 au championnat de danse Kendalc’h à la Saint Loup, la collaboration avec l'ensemble Bleuniadur va durer 5 saisons, de 1997 à 2001. Le travail avec Bleuniadur amène les jeunes musiciens à participer aux créations et à parcourir les scènes européennes du CIOFF (Belgique, Montoire, Brno). Depuis 2002 il collabore avec le cercle "Danserien ar vro Pourlet" du Croisty. Cela a démaré au concours de Brest avec une interprétation de gavottes Pourlet (prix de terroir) et poursuivi en 2003 avec la création "Elfig". Il participe avec le cercle "Bleunioù Sivi" au 400 ans du Calvaire en 2004, au concours Kendalc’h Penn ar Bed en 2005 (année de l’accession en 1re catégorie) et au 60 ans du cercle en 2006.

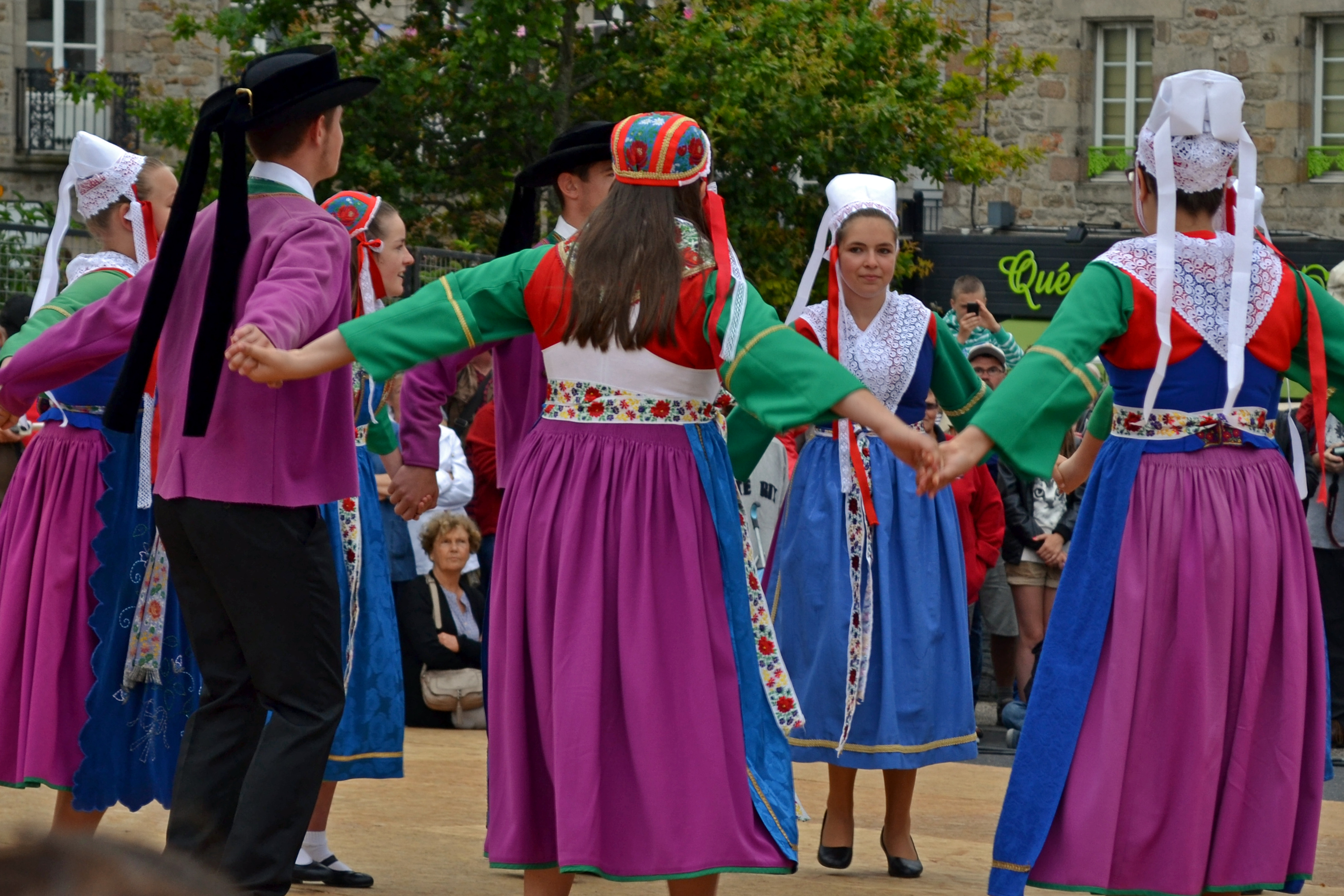
Le cercle celtique Bleunioù Sivi de Plougastel-Daoulas.

En 2005, le bagad monte son propre spectacle nommé "Lusk ha lamm" et y convie les cercles Bleuniadur, Bleunioù Sivi et Danserien ar Vro Pourlet, pour lequel sort un DVD. En 2007, il termine 1er à Pontivy et 2e à Lorient pour le concours de 2e catégorie. En 2009, il est accompagné dans son spectacle "Kadañs" de l’ensemble Bleuniadur, des Danserien ar Vro Pourlet et d’un ensemble de trombones de Brest. En 2010, il remporte le championnat de 2e catégorie et accède ainsi à la 1re catégorie. Début 2011, le bagad sort un double album CD. Du 14 au 19 mars 2012, il participe à New York aux festivités de la Saint Patrick avec le cercle Bleuniou Sivi (Parade sur la 5e Avenue, concerts à Times Square, Tompkins Square Park, avec Les Chieftains au Carnegie Hall) et rapporte avoir été confondu avec des manifestants anti-Wall Street par la police. Le bagad fête ses 40 ans en 2013.

## Fonctionnement

### Le groupe principal

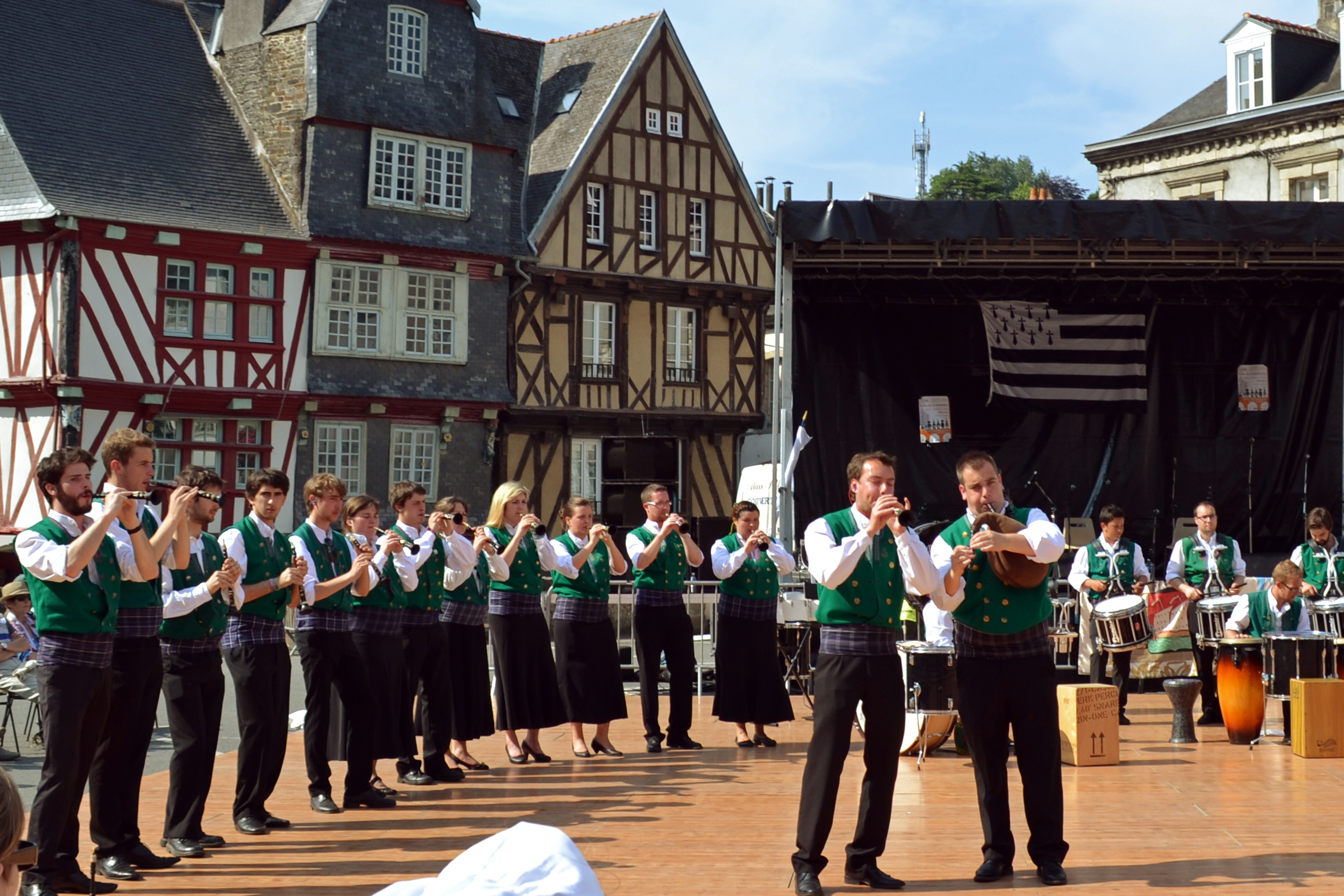
Le bagad à Morlaix en 2013.

Le bagad compte une cinquantaine de musiciens. Ils sont issus de son école de formation.
Dans son répertoire, le bagad s'attache à valoriser la richesse musicale des terroirs bretons (Pagan, Glazik, Bigouden, Guérande...). Depuis sa rencontre avec les « Danserien ar Vro Pourlet », il privilégie le répertoire de danses du Centre-Bretagne (Dañs Pourlet, du Faouët, des pays Plin et Fisel…) mais n'oublie pas les Pays Pagan et Bro Ac’h ainsi que le Sud-Bretagne (Glazik, Bigouden, Pays de Guérande…).

### Le bagadig et la formation

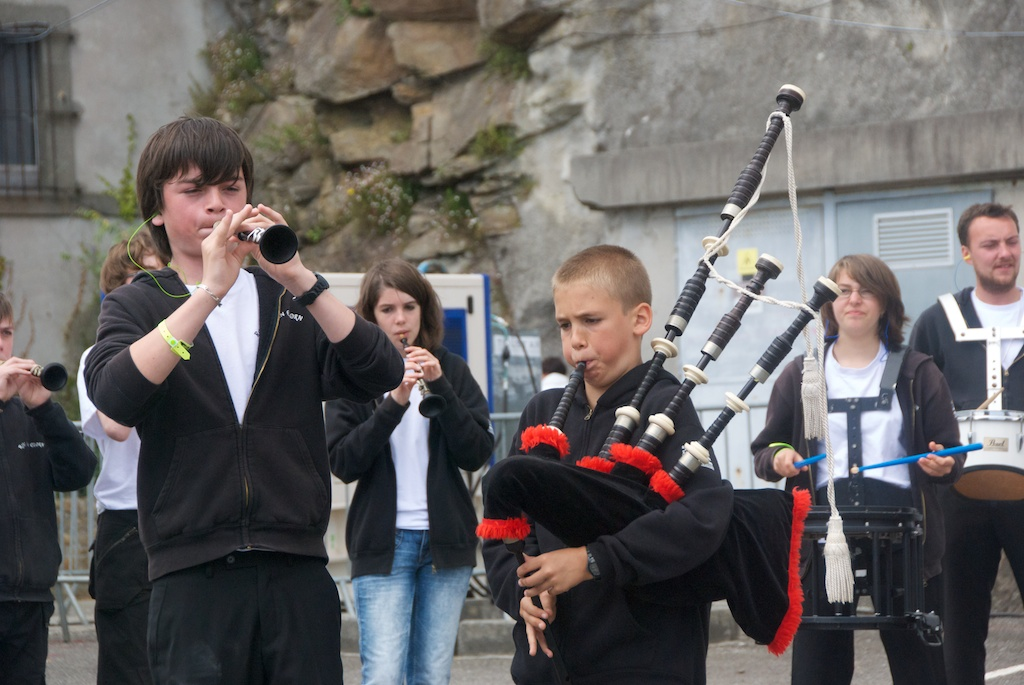
Sonneurs du bagadig à Brest 2012

Le Bagad Plougastell fait fonctionner un « bagad école » depuis 1995. Ce bagadig est lié à l'association de formation Ribl an Elorn et regroupe le Bagad Plougastell et le Bagad Kerhor (Le Relecq-Kerhuon). Avec plus de 30 musiciens, le bagadig participe aux animations locales. En 2009, en terminant premier de la 5e catégorie, il accède à la 4e catégorie. Chaque année, des musiciens du bagadig accompagnent le bagad dans les sorties d’été et participent notamment aux défilés. Les plus aguerris participent aux prestations scéniques du bagad.
Depuis 1996, l’association Ribl An Elorn propose des cours de musique traditionnelle à partir de 9 ans, sur Plougastel-Daoulas et Guipavas.
Les cours sont dispensés par des professeurs issus de Bodadeg Ar Sonerien Penn Ar Bed. Après l’apprentissage individuel d'un instrument (bombarde, cornemuse, caisse claire), la pratique d'ensemble est favorisée de façon à pouvoir jouer rapidement au Skolaj Penn-ar-Bed ou en Bagadig.

## Costume

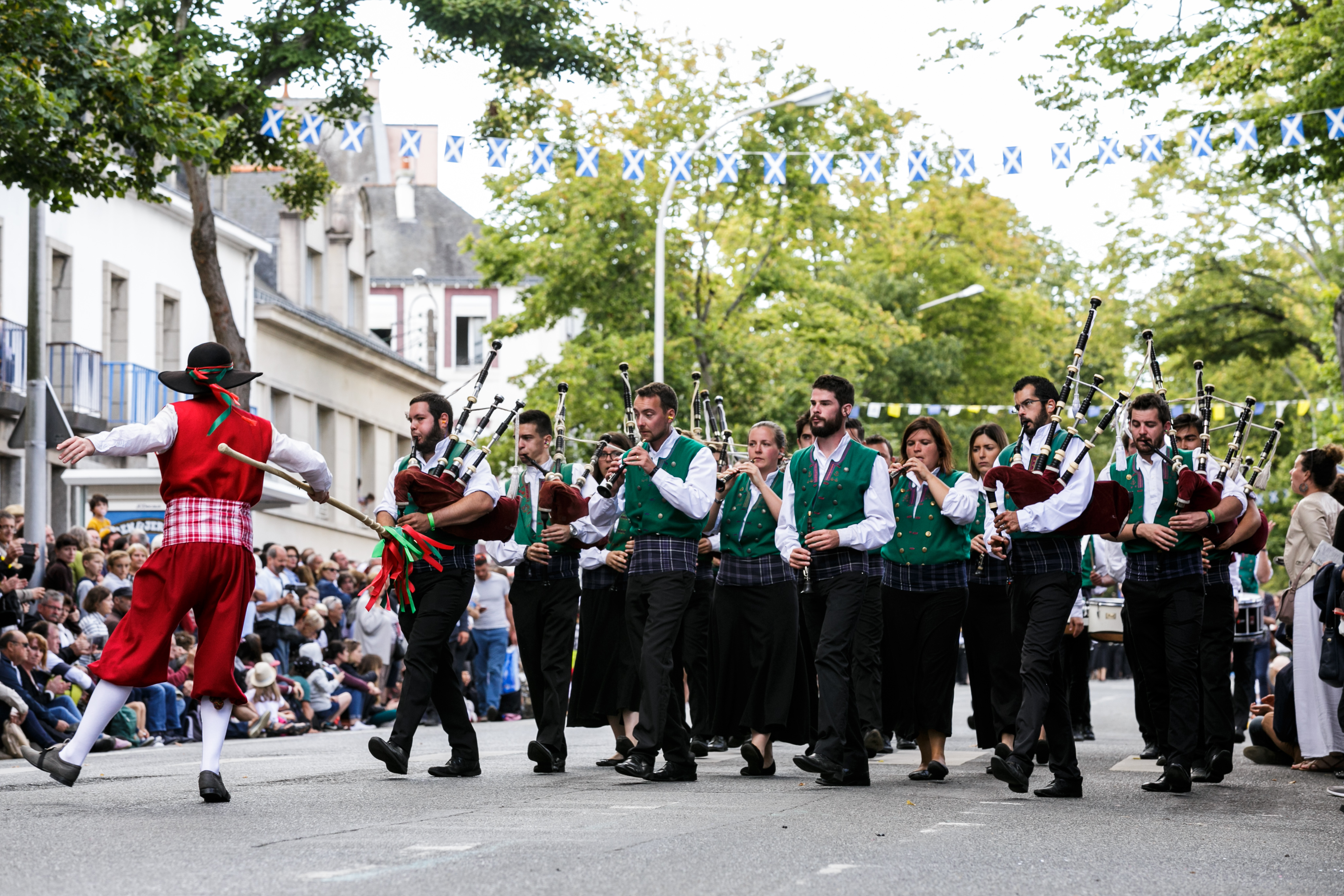
Défilé au Festival interceltique de Lorient 2017.

Le costume est l'exacte copie des costumes de cérémonie portés jusqu’au milieu du XXe siècle à Plougastel. La couleur et la composition du costume variaient selon l'âge, la condition sociale et les circonstances (baptême, mariage, deuil...). Le porpant est abandonné à la fin du XIXe siècle pour alors superposer jusqu'à trois gilets, puis deux au début du XXe siècle.
Pour les jeunes hommes, il est constitué d'un gilet vert brodé sans manches et d'un gilet violet (Giletenn war c'horre) avec manches. Les hommes mariés portent, quant à eux, un chupenn bleu sur un gilet noir ou bleu de Prusse (le costume du deuil). Le giletenn sans manches (giletenn dindan), noir, vert, violet, rouge, bleu ou en flanelle blanche à ganse rouge est tenu à la taille par un gouriz (bleu marine quadrillé de blanc, rouge). Les hommes portent le "tok du" ou le "bonnet chigovi", sorte de bonnet phrygien (parfois un kabig blanc). Le costume Plougastell est aussi marqué par la présence de galons, de riches broderies aux couleurs assorties et de boutonnières aux encolures. Au début du XXe siècle, la population de la presqu'île, de plus en plus confrontée au monde extérieur, abandonne progressivement les gilets au profit de la vareuse et du béret, mais c'est probablement à la suite de la Seconde Guerre mondiale que le costume traditionnel est définitivement abandonné.
Pour les femmes, le costume de fêtes offre couleurs, broderies, dentelles et rubans. Celui des cérémonies religieuses est de velours noir décoré de broderie de perles. Ces costumes chatoyants sont encore portés jusque dans les années 1920 par certaines femmes. Mais elles adoptent peu à peu celui de couleur sombre qui est toujours porté aujourd'hui par quelques dizaines de vieilles femmes (85 en 1994). La coiffe de Plougastel, l'une des plus archaïque de Bretagne est composée de 5 éléments à plier (bonned bleo, bourledenn, an dalgen, taledenn, ar c'hoëf).